# 기산면 (칠곡군)
기산면(岐山面)은 대한민국 경상북도 칠곡군 남서부에 위치한 면이다.

## 개요
기산면은 '봉명기산(鳳鳴岐山)'의 중국 고사를 인용하여, 봉이 서식하며 우는 곳이라며 기산(岐山)이라 하였다.

## 역사
- 1895년(조선 고종 32년) 음력 윤5월 1일 대구부 인동군(仁同郡)으로 개편되었다.
- 1896년(건양 원년) 8월 4일 경상북도 인동군 기산면으로 개편되었다.
- 1914년 4월 1일 칠곡군에 통폐합되어 칠곡군 약목면으로 개편되었다.
- 1974년 11월 1일 칠곡군 약목면 동부출장소(현,기산면)를 설치하였다.
- 1986년 2월 15일 성주군 선남면 노석리를 칠곡군 약목면 동부출장소에 편입되었다.
- 1986년 4월 1일 동부출장소를 기산면으로 승격하였다.

## 행정 구역
- 죽전리(竹田里): 행정복지센터 소재지
- 각산리(角山里)
- 노석리(老石里)
- 봉산리(鳳山里)
- 영리(永里)
- 평복리(平福里)
- 행정리(杏亭里)

## 교육 기관
- 약동초등학교